# Aniba excelsa
Aniba excelsa är en lagerväxtart som beskrevs av André Joseph Guillaume Henri Kostermans. Aniba excelsa ingår i släktet Aniba och familjen lagerväxter. Inga underarter finns listade i Catalogue of Life.